# Affaire Bernier-Couillard
Pour les articles homonymes, voir Bernier et Couillard.
L'affaire Bernier-Couillard est un scandale politique qui a éclaté au Canada au printemps 2008. Il implique Julie Couillard, ex-mannequin, qui a eu des liaisons avec des membres du crime organisé canadien, et l'ancien ministre des Affaires étrangères Maxime Bernier, ainsi que des membres du Parti conservateur du Canada.

## Protagonistes

### Julie Couillard
Julie Couillard est un ancien mannequin, née le 21 juin 1969 et ayant grandi à Lorraine. Elle a aussi passé une partie de son enfance à Ville-Émard dans le sud-ouest de Montréal. Avant sa rencontre avec Maxime Bernier, elle fut la conjointe de Gilles Giguère, bras droit de l'usurier Robert Savard et proche de Maurice Boucher, chef des Nomads, une branche criminalisée des Hells Angels du Québec. Elle fut ensuite l'épouse de Stéphane Sirois, membre des Rockers de Montréal, un « clan » des Nomads. Des liens avec des membres du clan Rizzuto, clan important de la maffia Montréalaise, ont également été évoqués par la Gendarmerie royale du Canada (GRC).
Julie Couillard devient la petite amie de Maxime Bernier, alors ministre des Affaires étrangères du Canada, membre du Parti conservateur du Canada, puis de Bernard Côté, alors conseiller du Ministre conservateur des Travaux publics du Canada, Michael Fortier. 
Elle possède une licence d’agent immobilier associée au président du groupe Kevlar Inc., René Bellerive. Cependant, elle n’a pas de bureau dans cette compagnie, elle n’y a jamais travaillé et ses employés ne la connaissent pas.

### Bernard Coté
Bernard Côté est le conseiller du ministre conservateur des Travaux publics du Canada, Michael Fortier. 
Il fut vice-président (VP) du Parti progressiste-conservateur (ancêtre du parti conservateur du Canada) et candidat pour ce parti aux élections générales de 2000 et à une élection partielle de 2002. Bernard Coté se présentait alors comme «gestionnaire immobilier». 
Dans sa déclaration au commissaire à l’éthique, il déclare avoir été secrétaire de l’entreprise Avison Young Québec Inc. et membre du conseil d’administration de l’Institut de développement urbain du Québec. Il est aussi actionnaire d’une société à numéro spécialisée dans la gestion.

### Michael Fortier
Michael Fortier est sénateur du Canada et ministre des Travaux publics du gouvernement conservateur de Stephen Harper.
Julie Couillard aurait utilisé sa relation avec Bernard Coté pour tenter d’influencer le choix d’un emplacement pour le futur complexe fédéral, à Québec, en faveur du groupe Kevlar Inc.[réf. nécessaire]

## Affaire Kevlar Inc.
Le groupe Kevlar inc. est une société immobilière active à Montréal et à Québec. Kevlar Inc. tente depuis 2006 d’obtenir un contrat du gouvernement fédéral de plusieurs millions de dollars pour construire un édifice fédéral dans la ville de Québec. En décembre 2006, le ministre des Travaux publics du Canada, Michael Fortier, avait annoncé que le gouvernement était à la recherche d’un «édifice phare» pour reloger les quelque 700 fonctionnaires fédéraux qui travaillent à Québec.
La rencontre de Maxime Bernier et Julie Couillard se serait déroulée, à l’instigation du groupe Kevlar Inc. Maxime Bernier était alors ministre de l’Industrie du Canada. Philippe Morin, administrateur et actionnaire du groupe immobilier Kevlar Inc., les a présentés dans la soirée du jeudi 26 avril 2007 au restaurant-bar Cavalli, rue Peel, à Montréal.
Selon le journal La Presse, Julie Couillard aurait exercé des pressions sur Maxime Bernier pour tenter d’influencer le gouvernement conservateur de Stephen Harper pour qu’il retienne la proposition de Kevlar à Québec. Julie Couillard aurait fait valoir à Maxime Bernier que le succès de cette transaction lui permettrait d’empocher une somme d’argent importante. Cependant, Maxime Bernier n’est pas intervenu comme elle le souhaitait et a bloqué l'accord sur le conflit de confiance.
Julie Couillard a eu par la suite une liaison avec Bernard Côté, proche collaborateur du ministre des Travaux publics du Canada, Michael Fortier. Durant cette relation, Julie Couillard aurait fait des pressions sur Bernard Côté en faveur du groupe Kevlar Inc. alors qu’il s’occupait du dossier du déménagement des fonctionnaires fédéraux dans la région de Québec. Bernard Côté a démissionné de son poste le 11 juin 2008.

## Chronologie
- Décembre 2006 : Michael Fortier annonce que le ministère des Travaux publics du Canada, est à la recherche d’un « édifice-phare » situé « à l’intérieur du centre-ville de Québec » pour reloger 700 fonctionnaires fédéraux qui y travaillent.

- Le 7 avril 2007 : Après avoir suivi un cours de 240 heures, Julie Couillard obtient son premier certificat d’agent immobilier et s’affilie auprès d’Investissements immobiliers Kevlar Inc., qui fait partie du groupe Kevlar Inc. Jusqu'en juin 2008, elle est un des trois agents immobiliers affiliés à Kevlar avec René Bellerive, le président du groupe, et une autre personne.

- Le 17 avril 2007 : Julie Couillard assiste à un cocktail de financement de l’association conservatrice de la circonscription de Châteauguay—Saint-Constant, à Mercier, au sud de Montréal. Mme Couillard signe un chèque de 1 000 $ pour le Parti conservateur. Le ministre des Travaux publics du Canada, Michael Fortier, est présent au cocktail, mais pas Maxime Bernier, ministre de l’Industrie du Canada[5].

- Fin avril 2007 : Julie Couillard commence une relation amoureuse avec Maxime Bernier. Le groupe Kevlar Inc. propose au gouvernement fédéral de construire son édifice sur les terrains du Stationnement Dorchester, dans le quartier Saint-Roch de Québec, que Kevlar Inc. loue à une entreprise de Laval qui lui est liée. Mme Couillard ferait pression sur M. Bernier pour qu’il influence le gouvernement en faveur de la proposition de Kevlar.

- Août 2007 : Julie Couillard accompagne Maxime Bernier à la résidence de la gouverneure générale du Canada pour la prestation de serment de ce dernier comme ministre des Affaires étrangères du gouvernement conservateur de Stephen Harper.

- Le 10 septembre 2007 : Julie Couillard et Bernard Côté, conseiller politique du ministre des travaux publics du Canada, sont aperçus ensemble lors d'un tournoi de golf organisé par le Parti conservateur au club de golf Atlantide (Notre-Dame-de-l'Île-Perrot, à l’ouest de Montréal), regroupant 300 militants conservateurs et présidé par Michael Fortier.

- Décembre 2007 : Le conseil municipal de la Ville de Québec adopte une résolution pour offrir un terrain qui lui appartient dans le secteur d’Estimauville aux promoteurs qui seraient intéressés à y construire l’édifice fédéral. Kevlar Inc. fera partie des promoteurs candidats.

- Janvier 2008 : Julie Couillard renouvelle son certificat d’agent immobilier auprès du groupe Kevlar Inc.

- Avril 2008 : Maxime Bernier oublie des documents secrets chez Julie Couillard, à Laval (Québec).

- Mai 2008 : Il est révélé à la presse que l'ex-ministre des affaires étrangères du Canada, Maxime Bernier, avait oublié pendant au moins cinq semaines des documents confidentiels concernant le travail des troupes canadiennes en Afghanistan au domicile de Julie Couillard.

- 26 mai 2008 : Maxime Bernier donne sa démission au premier ministre canadien Stephen Harper[6]. La démission de Maxime Bernier met fin à plusieurs semaines d'une position maintenue par le gouvernement conservateur qui indiquait que cette affaire était strictement privée.

- Juin 2008 : L'opposition politique au parlement fédéral réclame une enquête sur l'affaire Bernier-Couillard.

- Le 10 juin 2008 : Un comité parlementaire commence à recueillir des témoignages publics sur l'affaire[7],[8],[9]. La commission devra statuer sur le danger que les relations de Julie Couillard avec le milieu criminel a pu poser pour le Canada. Mais elle devra également faire de la lumière sur les raisons qui ont poussé le gouvernement à ignorer ces relations connues des forces policières canadiennes.

- Le 11 juin 2008 : L'affaire Bernier-Couillard rebondit avec la démission de Bernard Coté, conseiller politique du ministre des travaux publics du Canada, Michael Fortier[10].
- Un rapport gouvernemental interne du ministère des Affaires étrangères a conclu que «l'incident lui-même était préjudiciable à l'intérêt national en ternissant la réputation du Canada dans les cercles de l'OTAN pour la protection des renseignements classifiés», mais le contenu des documents si divulgué n'aurait pas causé préjudice important pour l'intérêt national[11]

- Le 20 juin 2008 : date limite de réponse à l’appel d’offres du nouvel édifice fédéral de Québec.

- Le 6 octobre 2008 : sortie de l'autobiographie de Julie Couillard Mon histoire, qui traite en grande partie de sa relation avec Maxime Bernier[12].